# حزب کارگران و دهقانان سوسیالیست نیجریه
حزب کارگران و دهقانان سوسیالیست نیجریه (به انگلیسی: Socialist Workers and Farmers Party of Nigeria) یک حزب سیاسی کمونیستی بود که در سال ۱۹۶۳ تأسیس شد. رهبران این حزب تونجی اوتگبی، اسکور تویو، وهاب گودلاک، کونله اویرو، باسی و فاتوگون بودند. این حزب توسط عناصری از اتحادیه جوانان نیجریه به همراه رهبری کنگره اتحادیه‌های نیجریه شکل گرفته و در سال ۱۹۶۴ ثبت شد.
حزب کارگران و دهقانان سوسیالیست نیجریه در ابتدا یک حزب نیجریه‌ای بود، اما به لحاظ ایدئولوژیک گرایش شدیدی داشت که به عنوان یک حزب مارکسیستی به لحاظ سیاسی در ارتباط نزدیک با اتحاد جماهیر شوروی باشد. این حزب نشریهٔ پیشرفت Advance را به عنوان ارگان خود منتشر کرده و انتشاراتی‌های خانهٔ نشر سوسیالیستی و چاپ ادو را اداره می‌کرد. حزب کارگران و دهقانان سوسیالیست نیجریه به دنبال فرمان ۳۴ حکومت جانسون آگویی ایرونسی در سال ۱۹۶۶ ممنوع شناخته‌شد.